# Honda Juno-serie
De Honda Juno-serie is een serie scooters die door Honda in twee versies werd geproduceerd: De Juno K-serie vanaf 1954 en de Juno M-serie vanaf 1962.

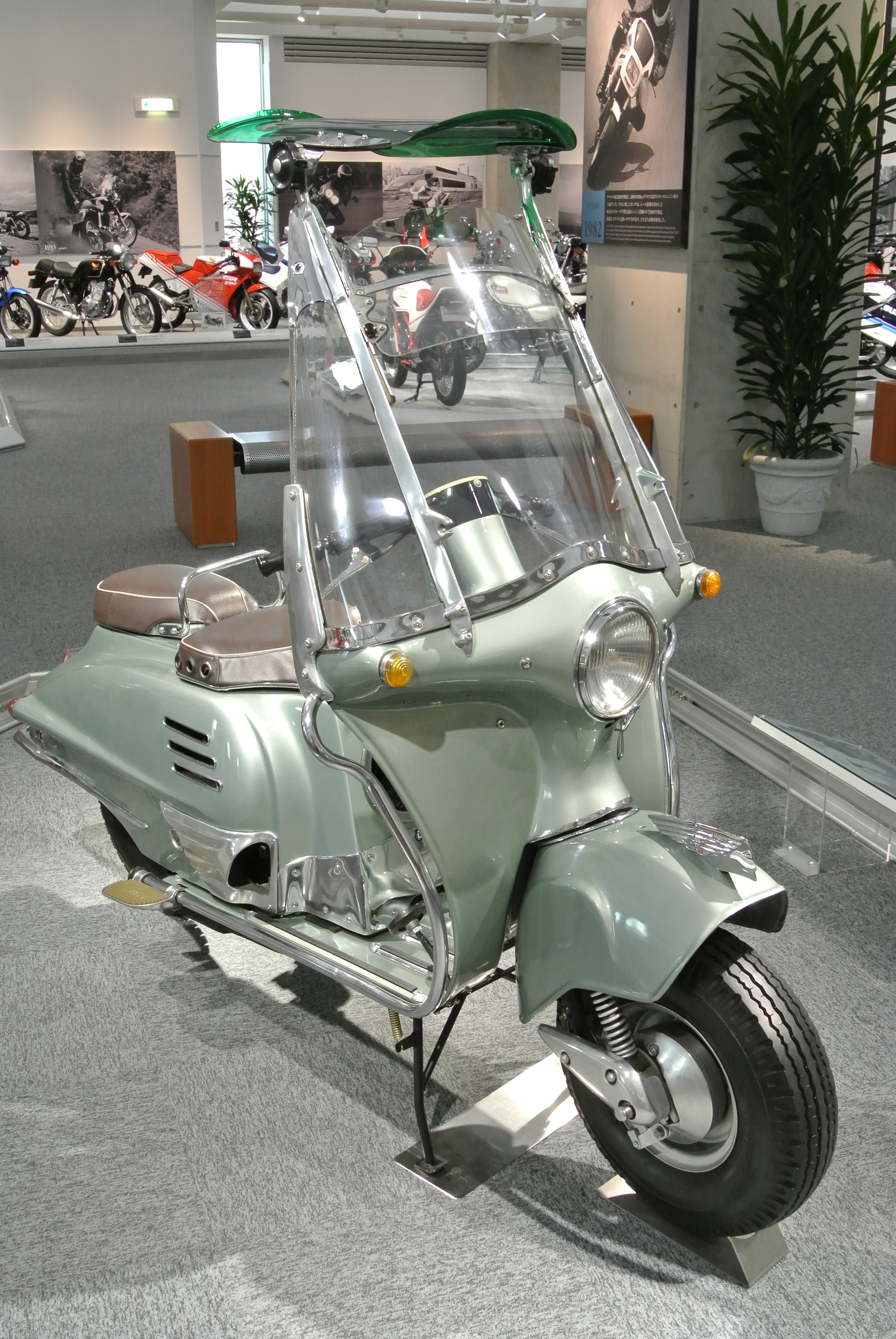
Honda Juno K uit 1954

## Honda Juno K
Toen de Honda Juno K in 1954 op de markt kwam moest hij concurreren tegen de al gevestigde Fuji Rabbit en Mitsubishi Silver Pigeon. De Juno K was echter veel luxueuzer uitgevoerd: hij had al een dynastart en een groot toerscherm met een kantelend zonnescherm aan de bovenkant en zelfs al elektrische richtingaanwijzers. De carrosserie was gemaakt van Fibre Reinforced Plastic, samengesteld uit glasvezel verstevigd met polyester, dat in 1953 was toegepast op de Chevrolet Corvette. Honda importeerde het materiaal uit de Verenigde Staten, maar de verwerking was moeilijk. Het was de taak van Shozo Tsuchida (later directeur van TS Tech Co. Ltd.) die van Soichiro Honda te horen kreeg dat het leren werken met het materiaal belangrijk was.
Uiteindelijk werd de Juno K, die met de kopklepmotoren van het Dream Model E was uitgerust, een mislukking. De machine was te duur, de FRP-carrossie was te zwaar en daardoor was de oorspronkelijke 190cc-motor niet sterk genoeg. De laatste versies Juno KA en Juno KB kregen de sterkere 220cc-motor van het Dream Model 4E, maar er waren nog steeds problemen met de cantilever vering, de (ondanks de geforceerde luchtkoeling) oververhitte motor en de klanten waren niet enthousiast over de bediening van de koppeling.
Het laatste Model KB kreeg grotere ventilatiegaten voor de motorkoeling en ventilatieopeningen in het windscherm, maar in anderhalf jaar tijd werden er toch niet meer dan 5.980 scooters geproduceerd. Wel werden de technische ontwikkelingen benut: de startmotor kwam terug op de Honda C 71 Dream en de FRP-technologie werd gebruikt bij de Honda Super Cub.

## Honda Juno M

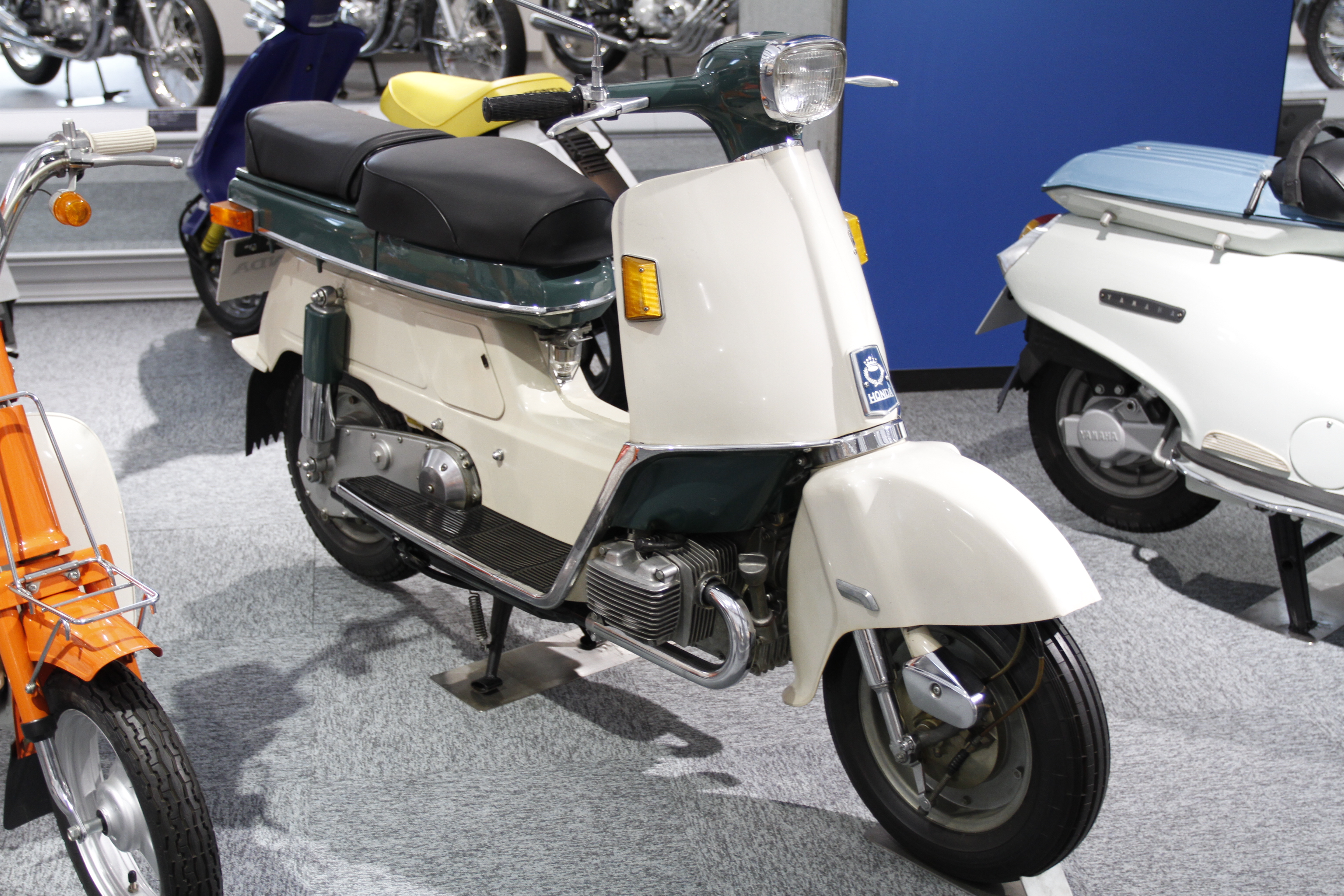
Honda Juno M 85 uit 1962

In november 1961 werd de Honda Juno M 80 gepresenteerd. Deze scooter was veel eenvoudiger gebouwd dan de Juno K-serie. Het windscherm ontbrak en de motor was nu een 124cc-rijwindgekoelde, langsgeplaatste tweecilinderboxermotor. De machine had nu een Badalini-type hydraulisch/mechanische automatische versnellingsbak zonder koppeling. In 1962 werd de motor vergroot, waardoor het type M 85 ontstond. In totaal werden er van de Honda Juno M-serie slechts 5.880 exemplaren gebouwd.

## Technische gegevens
| Honda                  | Juno K                                           | Juno KA                                          | Juno KB                                          | Juno M 80                            | Juno M 85                            |
| ---------------------- | ------------------------------------------------ | ------------------------------------------------ | ------------------------------------------------ | ------------------------------------ | ------------------------------------ |
| Periode                | 1954-1955                                        | 1954-1955                                        | 1954-1955                                        | 1961-1962                            | 1962                                 |
| Categorie              | scooter                                          | scooter                                          | scooter                                          | scooter                              | scooter                              |
| Motortype              | kopklepmotor                                     | kopklepmotor                                     | kopklepmotor                                     | kopklepmotor                         | kopklepmotor                         |
| Bouwwijze              | staande eencilinder met geforceerde luchtkoeling | staande eencilinder met geforceerde luchtkoeling | staande eencilinder met geforceerde luchtkoeling | luchtgekoelde tweecilinderboxermotor | luchtgekoelde tweecilinderboxermotor |
| Boring                 | onbekend                                         | onbekend                                         | onbekend                                         | onbekend                             | onbekend                             |
| Slag                   | onbekend                                         | onbekend                                         | onbekend                                         | onbekend                             | onbekend                             |
| Cilinderinhoud         | 190 cc                                           | 220 cc                                           | 220 cc                                           | 125 cc                               | 170 cc                               |
| Smeersysteem           | wet-sumpsysteem                                  | wet-sumpsysteem                                  | wet-sumpsysteem                                  | wet-sumpsysteem                      | wet-sumpsysteem                      |
| Max. vermogen          | 5.5 kW/7,5 pk bij 4.800 tpm                      | 6,6 kW/9 pk bij 5.500 tpm                        | 6,6 kW/9 pk bij 5.500 tpm                        | 8,1 kW/11 pk bij 9.000 tpm           | 8,8 kW/12 pk bij 7.600 tpm           |
| Topsnelheid            | 70 km/h                                          | 70 km/h                                          | 70 km/h                                          | 100 km/h                             | 100 km/h                             |
| Primaire aandrijving   | ketting                                          | ketting                                          | ketting                                          | onbekend                             | onbekend                             |
| koppeling              | meervoudige droge plaat                          | meervoudige droge plaat                          | meervoudige droge plaat                          | geen                                 | geen                                 |
| versnellingen          | 3                                                | 3                                                | 3                                                | automaat                             | automaat                             |
| Secundaire aandrijving | ketting                                          | ketting                                          | ketting                                          | ketting                              | ketting                              |
| Voorvork               | geduwde schommelvork                             | geduwde schommelvork                             | geduwde schommelvork                             | getrokken schommelvork               | getrokken schommelvork               |
| Achtervork             | onbekend                                         | onbekend                                         | onbekend                                         | swingarm                             | swingarm                             |
| Remmen                 | trommelremmen voor en achter                     | trommelremmen voor en achter                     | trommelremmen voor en achter                     | trommelremmen voor en achter         | trommelremmen voor en achter         |
| Rijwielgedeelte        | buisframe                                        | buisframe                                        | buisframe                                        | monocoque                            | monocoque                            |
| Droog gewicht          | 170 kg                                           | 195 kg                                           | 160 kg                                           | 146 kg                               | 157 kg                               |
| Voorganger             | geen                                             | Honda Juno K                                     | Honda Juno KA                                    | Honda Juno KB                        | Honda Juno M 80                      |
| Opvolger               | Honda Juno KA                                    | Honda Juno KB                                    | Honda Juno M 80                                  | Honda Juno M 85                      | geen                                 |